# Psilocybe semiinconspicua
Psilocybe semiinconspicua es una especie de hongo del género Psilocybe nativo del estado de Washington, Estados Unidos. El hongo es pequeño, raro, difícil de ver y se mancha de color azul en las zonas en las que ha sido dañado. Puede confundirse con Psilocybe silvatica. Puede distinguirse de este por su sombrero cónico más pronunciado, por las esporas y porque los cistidios son más estrechos.
Ha sido colocado en la sección Psilocybe Semilanceatae debido a que se mancha de azul y tiene esporas subovoides de paredes gruesas.
Este hongo solo se conoce del Área de Vida Silvestre del Bosque Nacional Wentachee, Washington, Estados Unidos. 

## Hábitat
Ha sido encontrado en pequeños grupos entre los arbustos junto a un riachuelo.

## Descripción
- Sombrero: 7 - 12 mm, de convexo a casi plano al envejecer. Superficie lisa, higrofago, de color verde oliva oscuro cuando húmedo, a cafe-anaranjado o cafe-rojizo oscuro al secarse.
- Láminas: Adnadas , de color marrón grisáceo al principio y luego cafe-púrpura oscuro una vez que las esporas maduran.
- Esporas: 8 - 10 x 5 - 7 micras,de subovoide a elipsoide, de paredes gruesas, de color marrón amarillento a cafe-púrpura oscuro en el depósito en masa.
- Estípite: 15 - 20 x 2 mm, hueco, del mismo grosor, de color blanco con escamas de color blanquesino o marrón , el secarse pasa a un color marrón rojizo. Se mancha de azul cerca de la base.
- Características microscópicas: Basidios tetraespóricos , queilocistidios sublageniformes, 24 - 30 x 6 - 8 micras, pleurocistidios no observados. Conexiones en abrazadera presentes.